# Vito Corleone
Vito Andolini, conocido popularmente como Vito Corleone, es un personaje ficticio y uno de los protagonistas de la novela El padrino del escritor italoestadounidense Mario Puzo. Además, el personaje ha aparecido en el cine en las dos primeras películas de la trilogía El padrino y en la serie de televisión The Godfather Saga, basadas en la obra de Puzo y dirigidas por el productor y director cinematográfico Francis Ford Coppola entre 1972 y 1977.
Vito Corleone, o Don Vito, refleja la viva imagen de numerosos personajes históricos de la mafia como Frank Costello. Asimismo, representa al capo de la mafia siciliana radicada en los Estados Unidos desde 1945 hasta 1954.
A lo largo de la trama, se desenvuelve como astuto, galán, divertido y cruel, así como un exitoso hombre de negocios. Algunos críticos de literatura lo describen como:

Don Corleone es un gran líder, bárbaro, un hombre que sitúa la amistad, la lealtad, y la familia en lo más alto de la lista de virtudes, que tiene un código de honor y decoro, que lo hace despreciar el tráfico de drogas, y que valora su palabra manteniéndose en una antigua moralidad sexual.

Además, está considerado por algunos como la encarnación del sueño americano que con el tiempo sufre una transformación y se convierte en justiciero de las masas y de los valores familiares.
Cuando Puzo publicó la novela en 1969 se convirtió en su obra cumbre; de hecho, el libro permaneció 67 semanas como superventas en Estados Unidos y a lo largo de los años se vendieron aproximadamente más de 21 millones de copias. Igualmente, la primera película de Coppola obtuvo ganancias que alcanzaron los 150 millones de dólares en el primer año de lanzamiento, convirtiéndose en uno de los filmes con los ingresos más altos de su época.

## Perspectiva
Vito es un líder de la mafia por naturaleza, con la capacidad de manipular la psicología de sus adversarios y de reclutar nuevos aliados. A su lado sus socios son su pálido reflejo, parecen crueles, nimios, o triviales y brutos. Aun su hijo Michael, el más allegado, con sus tremendos éxitos, no sale bien parado de dicha comparación, ya que le falta calidez y alegría por vivir. Tal vez como dijo Sollozzo refiriéndose a Vito, «el viejo se está reblandeciendo» y aún si eso fuese cierto y solo sobrevive por pura casualidad al ataque de un asesino; posee toda la prestancia para ser El padrino. Es sabio, inteligente, cognitivo, y mediante su elocuencia es capaz de convencer sin necesidad de balas. Su personal estilo de vida, el cual es su virtud más destacada, eclipsa a su hijo. Aunque es un criminal rudo y violento, también es un padre tierno y un esposo afectuoso. Su ternura es la paradoja que convierte a su personaje en un ser excepcional.
En sus últimos años aparece relajado, juguetón y hasta risueño. Ha tenido una vida rica y plena, ganándose un retiro en calma. En su juventud, cuando es representado por Robert De Niro, es afectuoso y atento, pero también callado e intenso. A diferencia de Michael, no deja que esa intensidad lo consuma. Nunca se siente en conflicto por las dos acepciones de "familia" —la de la sangre y la del crimen—, y nunca se siente atribulado por sus actividades. Solo se sintió apenado cuando Michael asesinó a Sollozo. Es un hombre trabajador, aunque al final del día encuentra la oportunidad para pasar un rato en compañía de su familia. En resumen, es descrito como un padre ejemplar y un Padrino ideal, lo que lo convierte en un modelo difícil de imitar por sus hijos.

## Inspiración
El personaje de Vito Corleone está basado en varias personalidades de la mafia y del crimen organizado de los Estados Unidos como Meyer Lansky, Lucky Luciano y Bugsy Siegel. No obstante, se ha rumoreado que la fuente primordial de inspiración fue el criminal Frank Costello. En una entrevista, Puzo admitió que durante la creación de su novela realizó investigaciones en una biblioteca sobre todo lo referente al crimen y a la violencia en el Nueva York de inicios del siglo XX, así como también acerca de los conflictos y de la guerra entre las cinco familias más poderosas de la mafia en 1940.
Existen numerosos paralelismos entre Frank Costello y Vito Corleone. Costello tenía la voz áspera debido a una operación de garganta que tuvo durante su juventud, característica parecida a la de Vito, quien había recibido un disparo en la garganta y nunca llegó a recuperarse del todo. Marlon Brando declaró que intentó imitar la voz de Costello en su interpretación del personaje de Corleone y que se basó en el juicio televisado de la comisión Kefauver, en donde el criminal realizó diversas declaraciones con voz carrasposa. Igualmente, cuando De Niro protagonizó a Vito, estudió reiteradamente la manera de hablar de Brando en la primera película de la saga, con el objetivo de lograr una voz más grave y cercana a un susurro.
Otra similitud que comparten ambos personajes es que su poder provenía de varios jueces, oficiales de policía y políticos corruptos a los cuales tenían en el bolsillo y que manipulaban para obtener cualquier beneficio que concordase con sus propósitos criminales. Asimismo, Costello fue conocido como El Primer Ministro del Hampa, siendo su mayor negocio el contrabando y el juego. De hecho, tenía máquinas ilegales a lo largo de todo el país, al mismo tiempo que varios intereses en casinos de Las Vegas. En la novela, el mayor negocio de Vito Corleone era el juego, al mismo tiempo que era considerado el jefe de la familia criminal de los Corleone, no solo una de las más poderosas familias mafiosas de Nueva York, sino del país. Es descrito como un ambicioso inmigrante italiano que se muda a Hell's Kitchen y construye un imperio mafioso regido por un estricto código de honor de su autoría. Su hijo menor, Michael Corleone, se convierte en el Don tras su muerte al final del libro. Tiene otros dos hijos, Santino “Sonny” Corleone y Fredo Corleone; y también una hija, Connie Corleone. Todos ellos desempeñan un importante papel en la historia. También adopta otro hijo, Tom Hagen, quien crece y se convierte en el consigliere de la familia.
Se dice también que parte de la estructura del personaje, se tomó del mafioso italoestadounidense Carlo Gambino, quien fue líder o Don de la Familia criminal Gambino, Don Carlo, se oponía rotundamente al narcotráfico, hecho narrado en la película. Don Carlo, tenía relaciones con diferentes figuras de la política y del mundo del espectáculo entre ellas Frank Sinatra.

## Representaciones

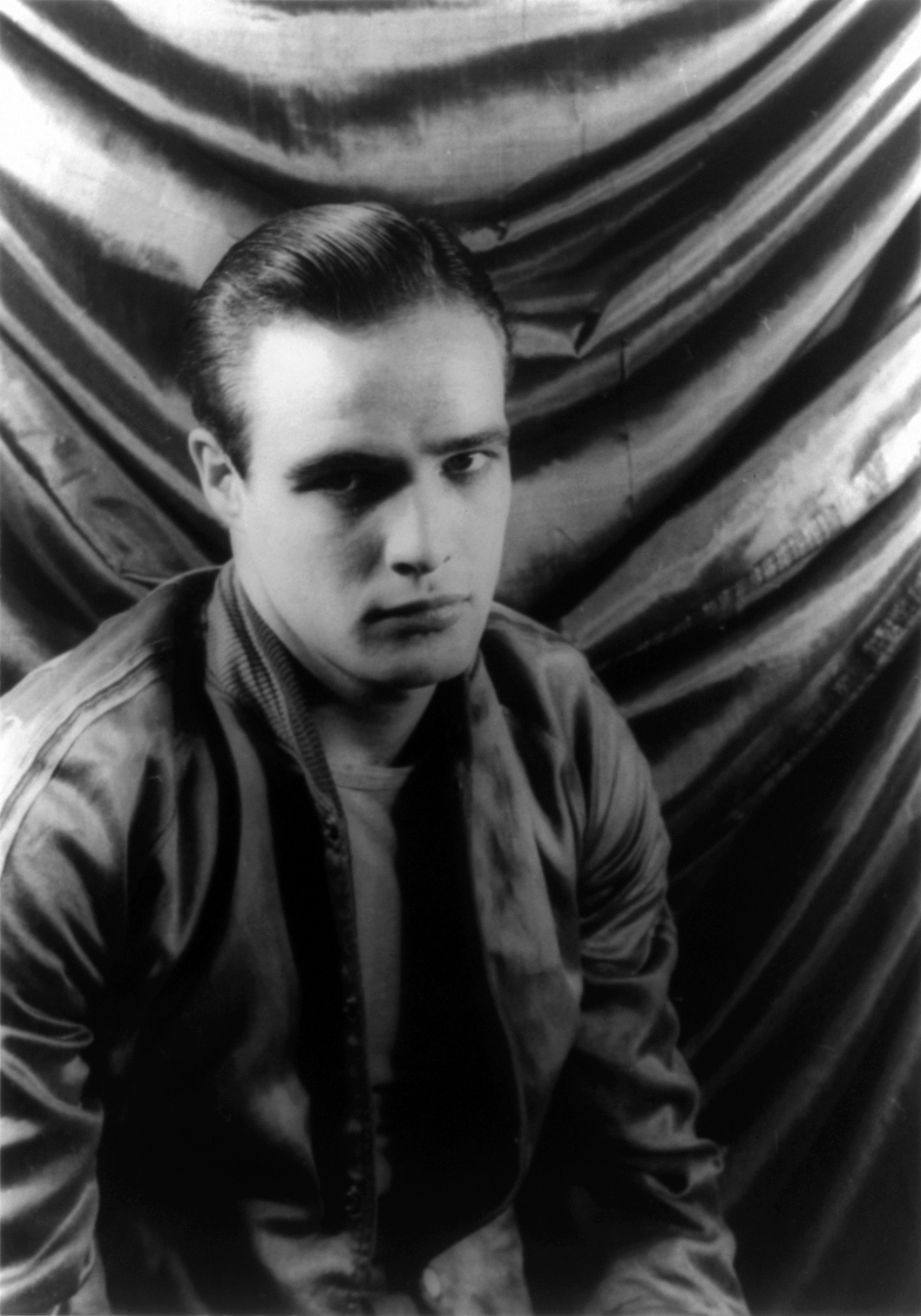
Marlon Brando, actor que representó a Don Vito en El padrino.

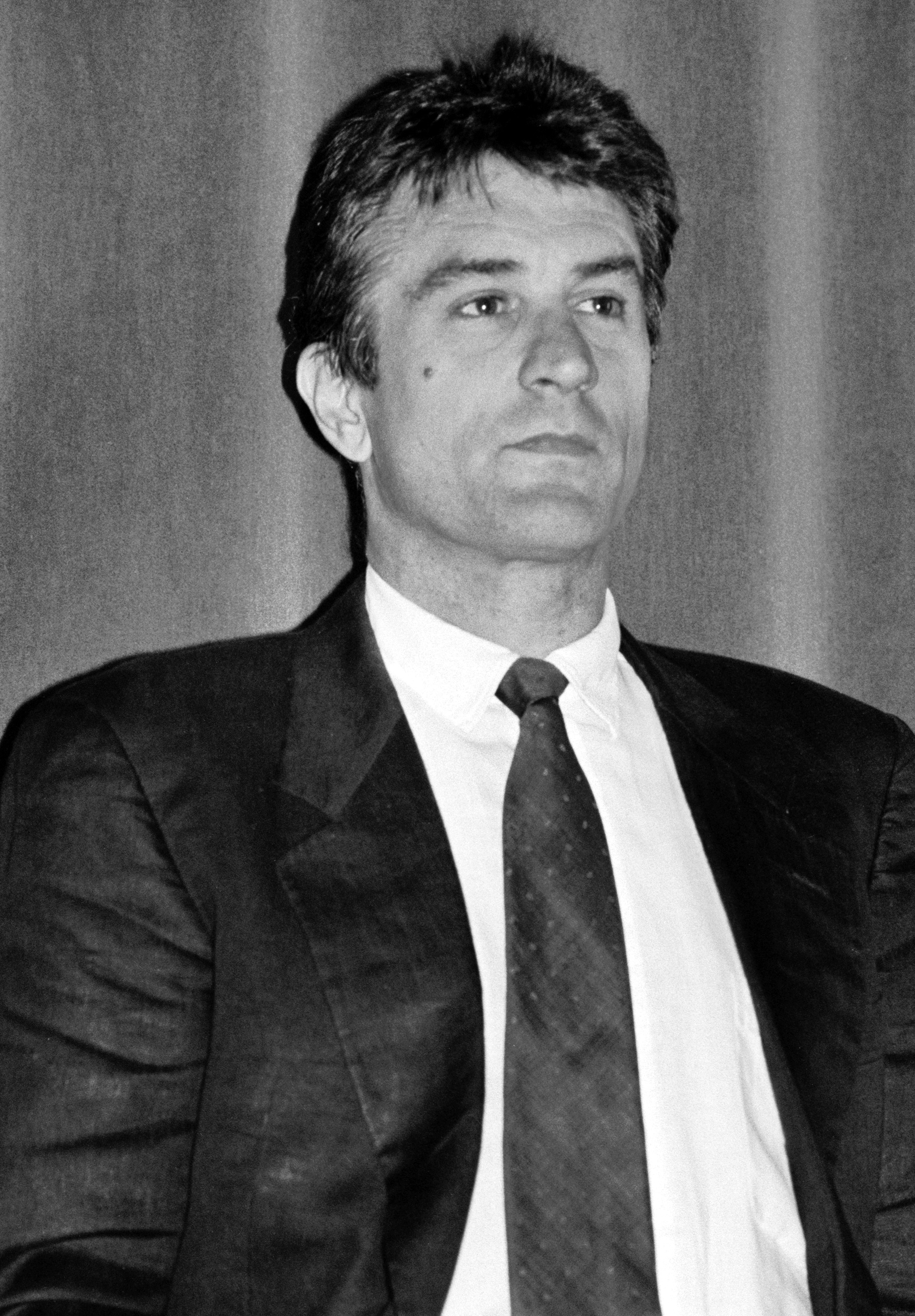
Robert De Niro, actor que representó a Don Vito en El padrino II.

El personaje de Vito Corleone ha sido representado en tres ocasiones en la industria del cine. Inicialmente, fue personificado por el actor estadounidense Marlon Brando, en la primera película de la trilogía El padrino (1972), donde se relatan sus últimos años de vida. Posteriormente, lo interpretó Robert De Niro en el filme El padrino II, que trata sobre sus años de juventud, y en la misma película también fue interpretado por el actor italiano Oreste Baldini en el periodo de su niñez. Finalmente, fue llevado a los hogares en la serie de televisión The Godfather Saga (1977), que es un montaje en orden cronológico de las dos primeras películas de El padrino. En la segunda película se propuso a Brando que ejecutase algunas escenas como Vito, pero el actor demandaba un sueldo demasiado alto y la productora de cine estadounidense Paramount se negó a pagar dicha cantidad. De esta manera, la presencia del viejo Don fue simbólica.
Es el único personaje real o imaginario junto con el Joker que ha conseguido que dos actores distintos sean acreedores del premio Óscar en la historia del cine. El primer premio de la academia cinematográfica fue para Marlon Brando en la categoría de mejor actor en la película original y el segundo fue para Robert De Niro en la categoría de mejor actor de reparto en la secuela. Sin embargo, Brando no reclamó su premio en protesta de las violaciones de los derechos civiles de los aborígenes norteamericanos, convirtiéndose en el segundo y, hasta ahora, último actor en rechazar dicho galardón.

## Biografía

### Primeros años
Vito Corleone, originalmente llamado Vito Andolini, nació el 7 de diciembre de 1891, en el pequeño pueblo de Corleone, ubicado en la región de Sicilia (Italia). En el mundo real, el pueblo de Corleone, al igual que la ciudad costera de Castellammare del Golfo, están considerados por algunos como los lugares de procedencia de los más prolíficos mafiosos. De acuerdo con la cronología de la saga de El padrino, en el año de 1901, cuando Vito tenía nueve años, sufrió la pérdida temprana de su padre, Antonio Andolini, asesinado porque insultó y criticó a uno de los líderes locales de la mafia, llamado Don Ciccio. En esa época, Don Ciccio tenía el dominio de aquel territorio y decidió mandar a sus hombres a asesinar a Andolini. Después del trágico suceso, el hermano mayor de Vito, llamado Paolo, juró vengar la muerte de su padre y huyó a las montañas con el motivo de matar a Don Ciccio; pero desafortunadamente murió en el intento a manos de los seguidores de este. En ese momento de desesperación la Signora Andolini resolvió acudir a la residencia del verdugo de su esposo e hijo, para jurarle respeto y rogarle que no asesinase al único hijo descendiente con vida que le quedaba, que era Vito. Don Ciccio no aceptó las súplicas de la viuda, argumentado que cuando Vito creciese y se fortaleciese iría a vengarse de él. Entonces, la Signora Andolini, al ver que Ciccio no tendría piedad con su hijo, llena de decisión sacó un cuchillo, lo agarró por sorpresa por la espalda poniéndoselo al cuello, al mismo tiempo que le gritaba a su hijo que corriese para que pudiese escapar de los sicarios del jefe de la mafia. Ciccio consiguió milagrosamente escapar del intento de homicidio de la Signora Andolini, pero sus guardaespaldas dispararon fatídicamente a la mujer. Finalmente, Vito salió corriendo asustado y logró huir de la persecución de los mafiosos.

### Migración a América
Después de haber escapado exitosamente de la residencia de Don Ciccio, Vito se refugió en la casa de sus vecinos, quienes lo ocultaron de sus perseguidores. Los hombres de Ciccio iniciaron una profunda búsqueda en el pueblo para encontrarlo y anunciaron a los habitantes que quien escondiese al niño tendría graves problemas. Los protectores del niño viendo su peligro inminente no tuvieron más remedio que buscar la manera de que Vito saliese de Sicilia y fue así como su vecino lo escoltó hasta un puerto para que embarcase en un barco con rumbo a Estados Unidos. Vito viajó solo a América, con las manos vacías, y con el triste recuerdo de la desgracia acaecida a su familia.
Cuando el joven Vito arribó a los Estados Unidos, una empresa encargada de supervisar a los inmigrantes que venían de otros países lo alojó en cuarentena en la Isla Ellis, en Nueva York, debido a que padecía de viruela y otras enfermedades. Seguidamente pasó por el registro de inmigrantes y según la novela Vito cambió intencionalmente su apellido de Andolini a Corleone para mantener un recuerdo de su lugar de origen. Por el contrario, en la película el apellido fue sustituido erróneamente por el supervisor de inmigración. A partir de ese momento inició una nueva vida con el nombre de Vito Corleone y después de tres meses de cuarentena en la isla fue trasladado a la casa de unos amigos de su familia. Se ha dicho que su infancia, especialmente su inmigración a América, comparte numerosos paralelismos con la vida de Giuseppe Battista Balsamo, quien en la vida real fue el primer capo de la mafia en los Estados Unidos.

### Primeros años en Nueva York
Según la novela de Puzo, a Vito lo envían con unos amigos cercanos de su familia, de apellido Abbandando, los cuales estaban radicados en Nueva York y tenían una droguería como negocio familiar. Los Abbandando vivían en el barrio Hell's Kitchen, ubicado en el vecindario de Manhattan. Con el transcurso del tiempo Vito logró integrarse efectivamente a su nuevo hogar, colaborando en la tienda como un empleado más, y llegando a considerar al señor Abbandando como un padre. Allí tuvo la oportunidad de conocer a su gran amigo, Genco Abbandando, quien era hijo del dueño de la tienda de comestibles, y que con el paso del tiempo se convirtió en su hermano honorario y en su consejero personal (en italiano consigliere). Años después, el puesto de mano derecha de Genco sería reemplazado por Tom Hagen, el hijo adoptivo de Don Corleone.

### Asesinato de Fanucci
En 1910 contrajo matrimonio con una joven inmigrante procedente de Sicilia llamada Carmella, pero el estado económico en el que se encontraban ambos no les permitió celebrar la ceremonia. Algunos años después los recién casados tuvieron su primer hijo llamado Santino Corleone. Según la novela el nacimiento ocurrió dos años después de la boda, no obstante la fecha indicada en la trilogía de películas es 1916, seis años más tarde. Posteriormente nació el segundo hijo llamado Fredo Corleone, quien a los pocos días de nacer sufrió una grave neumonía, pero finalmente logró recuperarse.
En esa época había un hombre poderoso de origen italiano que vivía en Hell’s Kitchen, conocido con el nombre de Don Fanucci, y se rumoraba que pertenecía a una derivación de la mafia italiana denominada Mano Negra. Habitualmente se dedicaba a extorsionar los comercios de la zona, amenazando a sus respectivos dueños y prometiéndoles seguridad a cambio de dinero. Una de las víctimas de los constantes chantajes era el Señor Abbandando, quien pagaba una suma de dinero para mantener su negocio en funcionamiento. Un día Fanucci pidió al padre de Genco que le diese un trabajo en el almacén a su sobrino y este no pudo negarse porque sabía que pondría en peligro su bienestar. De esta manera el dueño de la tienda se vio obligado a despedir a Vito debido a que no tenía los suficientes fondos para pagar un sueldo a tres trabajadores.
A partir de ese momento comenzó a sentir odio hacia Fanucci y se encontró en una compleja situación económica, a causa de que estaba desempleado y debía alimentar a toda su familia. Durante un tiempo consiguió un trabajo temporal en un ferrocarril regentado por irlandeses hasta que un día un joven llamado Peter Clemenza se presentó de sorpresa en su casa y le pidió que ocultase unas armas de fuego debido a que había sido detenido por la policía. Corleone no dudó y le hizo el favor a su compatriota, obteniendo el agradecimiento del desconocido, el cual se dedicaba a la venta de diferentes productos obtenidos por medios ilegales. Cuando Clemenza recuperó la libertad sabía que Vito se encontraba en una situación desesperada y lo invitó a que se integrara en sus negocios ilícitos. Ambos entablaron una buena amistad y Corleone se unió a la sociedad comercial en la que también participaba un hombre llamado Salvatore Tessio. El trabajo ofrecido por sus compatriotas consistía en desvalijar unos camiones que transportaban vestidos de seda, y luego vender la mercancía obtenida a un mayorista italiano y a varios consumidores en sus respectivas residencias. De esta manera Vito se inició en la vida oportunista y simplista de la calle, actuando como un ingenuo espectador de las acciones delictivas de sus socios.
El negocio era rentable, hecho que llamó la atención de Fanucci, quien rápidamente exigió a los miembros de la banda que contribuyesen y compartiesen los beneficios comerciales con él. En un principio los tres integrantes pensaron en compartir las ganancias y así evitar las amenazas, pero en última instancia Vito desistió la idea de pagar una cuantiosa suma de dinero. Consecuentemente Corleone ideó un plan y decidió mantenerlo en secreto, lo único que manifestó a sus compañeros fue que no se preocupasen por él, que resolvería el problema con Fanucci. Además pidió a sus colaboradores que le entregasen $50 dólares cada uno para cumplir el trato, aunque la cantidad estipulada por el mafioso era mayor. Vito solamente reveló a Tessio y a Clemenza que se reuniría con el susodicho y que "razonaría" hasta llegar a un acuerdo. Según la novela de Puzo, cada vez que Vito empleaba la palabra “razonar” en sus discusiones, quería decir que este era su último aviso para resolver algún asunto, y en ciertos casos también era el anuncio de un futuro derramamiento de sangre. Por consiguiente, Corleone en su mente, había planificado asesinar al extorsionador para acabar finalmente con las injusticias que sufrían sus compatriotas.
Aprovechó la festividad de San Gennaro para reunirse con Fanucci en una cafetería y le ofreció los $100 dólares. El extorsionador, se enojó porque quería que le pagasen $200, pero finalmente se conformó con la oferta, y abandonó el establecimiento con aire triunfante. Seguidamente, Vito subió por los tejados del vecindario, para evitar ser visto por testigos, y se movilizó hasta el edificio donde residía Fanucci. Corleone ingresó al vestíbulo de la residencia del mafioso, y cuando este abrió la puerta, lo sorprendió y le disparó tres veces. Una vez que Fanucci había muerto, se acercó al cuerpo inmóvil, le quitó la cartera y huyó de la escena de los hechos. Luego se deshizo del arma de fuego introduciéndola en uno de los respiraderos del tejado, y recuperó los $100 dólares que antes le había entregado a su víctima. A partir de este suceso, se convirtió en el héroe de la comunidad, y en la persona a la que acudían todos los vecinos cuando tenían algún problema. De esta manera, a los 26 años se transformó en el Don y en El padrino. Algunos críticos de literatura han dicho, que "el asesinato de Fanucci se convirtió en un bien necesario para la sobrevivencia de la familia Corleone, asimismo para el bienestar del vecindario e inclusive la justicia".

### Negocio con el aceite de oliva
En 1925 creó una empresa de importación de aceite de oliva de Corleone, con la marca Genco Pura de acuerdo con la novela, y Genco Olive Oil en la película; junto con sus socios Genco, Tessio y Clemenza. Corleone había invertido la mayor parte del capital monetario para esta nueva aventura comercial; sin embargo, su carácter modesto no permitió que el aceite llevase su nombre. Genco se encargó del almacenamiento de los productos en el antiguo establecimiento de su padre, mientras que Tessio y Clemenza se responsabilizaron de la venta del aceite. El Don tenía como meta establecer un monopolio y así controlar toda la demanda de aceite de oliva en los Estados Unidos, desplazando a la competencia del mercado. Uno de los métodos que utilizó para lograr su propósito, fue reducir hasta el mínimo el precio de venta del aceite, a pesar de que la calidad de este no fuese lo suficientemente competitiva. Sin embargo, no logró su propósito utilizando la metodología de mercadotecnia y recurrió al uso de la fuerza. Según Coppola, "el hecho de que Vito vendiese aceite no fue el factor que causó que su estatus prosperase, al contrario, su situación mejoró debido a la virtud de su benevolente despotismo dirigido hacia los inmigrantes más débiles". Para poder exportar aceite de oliva de Corleone, necesitaba el consentimiento del jefe local, que no era otro que el asesino de su familia, Don Ciccio

### La venganza de Vito
Vito viajó en 1927 al pueblo de Corleone, su tierra natal, en compañía de su esposa Carmella y sus hijos, Santino, Frederico, Constanzia y Michael. Además le acompañó Don Tommasino, que era un amigo cercano a la familia, de origen siciliano y perteneciente a la mafia. La supuesta finalidad del viaje era reunirse con el jefe de la región, conocido como Don Ciccio, y recibir su bendición y permiso para poder exportar aceite de oliva a Estados Unidos. No obstante, el verdadero motivo que Vito tenía en mente y desconocido por los demás era asesinar al verdugo de sus padres y de su hermano mayor.
Tommasino concertó una cita para que se entrevistase con el anciano Ciccio en su residencia, con la excusa de que le diese la aprobación de su negocio. Sin embargo, el jefe local no sabía que el joven que tenía delante era el hijo menor de los Andolini, inclusive ya lo había dado por muerto. Vito se acercó al mafioso y le dijo la siguiente frase: "El nombre de mi padre era Antonio Andolini… ¡Y esto es para ti!". Inmediatamente el patriarca de la familia Corleone sacó un cuchillo y lo apuñaló en el pecho, aunque en la película lo apuñala en el estómago, realizando después un corte hacia arriba, abriéndolo en canal. Según los críticos de cine, "el crimen fue cometido con despiadada premeditación, ilustrando el lado salvaje de su naturaleza, la cual se esconde bajo una fachada civilizada y encantadora que cultiva constantemente". Asimismo Coppola ha dicho que, "esta acción demuestra que en la mafia italiana no existe concepción de culpa, únicamente venganza".
Luego del violento suceso, se vengó también de los matones que en el pasado se encargaron de cumplir las órdenes de Ciccio, pero en el intercambio de balas, Tommasino recibió un disparo en una pierna. El padrino huyó hacia un coche y ayudó a su socio, que se encontraba en estado grave, a escapar de la escena del crimen. A partir del acontecimiento Tommasino quedó paralizado y postrado en una silla de ruedas.

### Crimen organizado
Años después, se inició la Gran Depresión, y se estableció la ley seca, la cual prohibía la venta de bebidas alcohólicas en los Estados Unidos. El objetivo de esta nueva medida gubernamental era reducir el alcoholismo en la población, mejorar la productividad de los trabajadores, y promover la adaptación o americanización de los inmigrantes. Algunos contrabandistas de alcohol contactaron con Vito para que les facilitase unos camiones de distribución a cambio de una gran suma de dinero, y él aceptó la propuesta bajo ciertas amenazas, reduciendo así sus actividades comerciales con el aceite. Posteriormente, Corleone se vengó de los chantajes de sus socios contrabandistas, y comenzó a dirigir la distribución del licor en los Estados Unidos, sobornando a políticos, funcionarios estatales, y policías. De ese modo, Vito Corleone dio forma a una de las principales bandas del "crimen organizado" en 1930, cuyo eje central era la familia Corleone y donde estableció un rango de poderes entre sus colaboradores.
Genco Abbandando se convirtió en su consigliere, que significaba consejero, y se encargaba de los asuntos de finanzas y demás. Además, para lograr una mejor administración de su imperio de corrupción, Vito nombró a Tessio y a Clemenza como caporegimes que es un título equivalente a un capitán encargado de recolectar el dinero de un número específico de trabajadores o soldados, y según la jerarquía de poderes de la mafia esta posición se encuentra en un nivel inferior al cargo de consigliere. Tessio se encargó del distrito de Brooklyn, mientras que a Clemenza se le comisionó la vigilancia del Bronx. Finalmente, su hijo Sonny recibió el título de subjefe o sottocapo, que significa que es el segundo al mando de la banda, y era el supuesto sucesor del jefe (o en italiano capofamiglia).
En esa época la gente que trabajaba para Vito comenzó a denominarlo bajo el título de Don y de Padrino, que era un sinónimo de respeto y admiración. Las personas del vecindario "acudían a él en busca de ayuda. Le solicitaban de todo: recuperar la paz conyugal, encontrar un empleo para sus hijos, sacar a alguien de la cárcel, obtener un pequeño préstamo, interceder ante propietarios que pedían alquileres muy altos e inquilinos sin trabajo". El Don aceptaba todos los pedidos de sus protegidos, asegurando el futuro y el éxito de su organización criminal.
Sin embargo, la ley de prohibición de consumo de licor fue abolida en 1933, afectando las ganancias de la familia Corleone. El padrino se vio obligado a extender sus negocios y decidió enfocarse en la administración de las apuestas ilegales, la usura, la prostitución, el juego, los sindicatos laborales, la lotería ilegal en el barrio de Harlem, entre otros. Para lograr este propósito se contactó con el recolector y jefe de esas actividades, que era un hombre llamado Salvatore Maranzano, y le propuso dividirse las ganancias a cambio de protección y su influencia en los tribunales, pero este se negó. Este suceso causó una guerra entre los dos líderes más importantes del hampa en Nueva York y finalmente Maranzano fue asesinado por Tessio. Vito salió triunfante y los Corleone se transformaron en una de las familias mafiosas más ricas y poderosas. Con el paso del tiempo el imperio de Vito alcanzó su auge y la familia se trasladó a una residencia más lujosa, situada en Long Island. En la vida real Salvatore Maranzano fue miembro del crimen organizado y uno de los primeros jefes de la sociedad mafiosa Cosa Nostra a principios del siglo XX en los Estados Unidos.

### Intento de asesinato
El 16 de agosto de 1945 se celebró la boda de la hija de Vito, Constanzia Corleone, y durante la festividad numerosos allegados a la familia, siguiendo la costumbre, aprovecharon la ocasión para saludar al Padrino y pedirle favores. Ese mismo día su amigo de siempre, Genco Abbandando, falleció a causa de un cáncer y el abogado Tom Hagen, quien era hijo adoptivo del Don, fue elegido como sucesor del cargo de consigliere de los Corleone. De esta manera, Vito rompió la tradición de la mafia italiana de seleccionar únicamente como consejeros a individuos de origen siciliano, ya que Tom, al contrario, tenía ascendencia germano-irlandesa. El hecho de que el nuevo consigliere no poseía sangre italiana generó algunas reacciones negativas entre los miembros de las cinco familias de la mafia de Nueva York y algunos de los seguidores del padrino, a pesar de que Hagen había adoptado las costumbres y los códigos morales sicilianos.
Días después de la boda de Connie, Virgil "El Turco" Sollozzo, un narcotraficante que trabajaba para la familia Tattaglia, planteó a Don Corleone una nueva propuesta comercial relacionada con el tráfico de drogas, y además pidió que se le diese protección policial y política, para que pudiese dirigir las actividades ilegales sin ningún inconveniente. Vito se negó, argumentando que las drogas eran un negocio sucio y peligroso, porque podía causar la pérdida definitiva de todos los contactos políticos que había cultivado a través de los años. Sollozzo se sintió ofendido, y por otro lado el jefe de los Tattaglia, al ver que no conseguiría efectuar los negocios con Corleone, ordenó a dos de sus hombres que lo asesinasen. Vito fue atacado mientras salía de su empresa Genco Olive Oil, y recibió cinco tiros por la espalda, pero ninguno de ellos llegó a darle en alguna zona vital del cuerpo. Afortunadamente no murió, pero le dejaron en estado grave. Cabe mencionar, que en el momento de la agresión, Vito se encontraba sin guardaespaldas, debido a que el traidor de Paulie Gatto se había ausentado por una supuesta enfermedad, quedando únicamente en compañía de su hijo Fredo. Sin embargo, en el instante de los hechos, Fredo no pudo reaccionar y defender a su progenitor de los atacantes, quedando en un estado de paralización y conmoción, a tal punto que después de la transgresión permaneció llorando en la vereda de la calle. Este suceso demostró su incapacidad para utilizar armas y enfrentar situaciones de extrema tensión. Según Coppola, a diferencia de la novela, la escena del atentado contra Vito está basada en el asesinato del mafioso Frank Scalice ocurrido en 1957. En la vida real, Scalice fue partidario de Salvatore Maranzano en la guerra de los Castellammarenses y fue disparado fatídicamente en la garganta mientras compraba frutas en un establecimiento comercial del Bronx.

### Consecuencias del atentado
El atentado contra Vito provocó que su hijo Sonny pasase a ser el encargado de dirigir los asuntos familiares, hasta que su padre se recuperase. Más tarde, se supo que la persona que denunció al Padrino ante sus enemigos, fue Paulie Gatto, un soldati de la familia Corleone. Seguidamente, por órdenes de Sonny, Clemenza envió a su subalterno Rocco Lampone, a asesinar al desleal Paulie, provocando una guerra de bandas entre las familias Corleone y Tattaglia. Michael se dirigió a ver a su padre al hospital, y se dio cuenta de que no había nadie acompañando a Vito, y que este estaba solo, corriendo peligro de ser asesinado por los Tattaglia. Michael dedujo que el corrupto capitán McCluskey había despejado toda la zona para que los matones de Sollozzo tuviesen el paso libre para matar a su padre. Cuando se enteró del suceso del hospital, Sonny se enfureció y asesinó al "subjefe" de los Tattaglia, Bruno Tattaglia, ocasionando un mayor enfrentamiento. Igualmente, Michael, el hijo por quien Don Vito sentía más cariño y para quien tenía planes diferentes, decidió que su deber moral era matar a Sollozzo y a McCluskey. Después de cometer los crímenes, se vio obligado a ausentarse por un tiempo, y marcharse a Corleone, el pueblo natal de su padre. Los eruditos de la obra de Puzo, han establecido un paralelismo entre Michael y el napolitano Vito Genovese, quien era un miembro de la mafia. Las similitudes radican en que Genovese también huyó a Italia, por su relación con un crimen, y luego regresó para ejercer como capo de la familia homónima.
Mientras tanto en Estados Unidos, la familia de Vito pasó por uno de sus peores momentos, ya que no sólo continuaron en guerra con los Tattaglia, sino con el resto de las familias que se habían aliado entre sí. El Don retornó a su casa, y tuvo a la prensa pendiente de su recuperación. A pesar de su delicado estado de salud, y contrario a las recomendaciones de su doctor personal, Vito se reunió con Sonny, Tom, Tessio y Clemenza. Durante el consejo de guerra, se le comentó que Bruno Tattaglia había sido asesinado y sintió contrariedad por el suceso. También, supo que Fredo había sido enviado a las Vegas para que analizase la compra de un Hotel-Casino, y pudiese extender el negocio familiar. Sin embargo, la noticia que más afectó y entristeció al Padrino, fue cuando se enteró de que su hijo Michael había asesinado a Sollozzo y a McCluskey. Después de haber visto el efecto negativo que le causaron las noticias recientes, Sonny decidió aislar a su padre de los negocios, hasta que se recuperase completamente de las heridas, y pudiese restablecerse nuevamente a sus actividades. Las lesiones sufridas no le permitieron dirigir la familia durante tres años.
Vito siempre había deseado que su hijo menor redimiera la reputación de la familia y estuviese alejado de los negocios corruptos, ya que deseaba un mejor futuro para él. Incluso, había soñado en que Michael se convirtiese algún día en médico, profesor, senador, o que mantuviese algún cargo político respetable. Pero ahora no había marcha atrás, su hijo se había involucrado profundamente en los oscuros asuntos de la familia.

### Muerte de Sonny
Véase también: Sonny Corleone
Después del tiroteo contra El padrino, Sonny Corleone asumió la conducción de los negocios familiares mientras su padre estaba hospitalizado. En esta época, la guerra de las cinco familias inició numerosas matanzas que afectaron cada uno de los imperios criminales económica y moralmente. Uno de los afectados fue Carlo Rizzi, el yerno del Don, debido a que su negocio de apuestas tuvo que ser cerrado. Sonny era táctico pero carecía de la habilidad estratégica de su padre. Sonny, hijo mayor del padrino, supuso que cuando su padre se recuperase, reconocería todas las labores que había hecho por la familia y consecuentemente podría ser considerado como un pretendiente al cargo de Don, el cual no era hereditario. Sin embargo, las cinco familias estaban cansadas de la costosa guerra, y decidieron buscar la manera de asesinar a Sonny, ya que el hijo mayor del padrino no era razonable.
Sonny nunca había soportado que Carlo Rizzi maltratase físicamente a Connie, y su furia era tan enérgica que había decidido mejor no encontrarse con el susodicho, porque sabía que perdería los estribos. En una ocasión, Sonny viajó hacia la ciudad y descubrió a su hermana con varios golpes, la situación lo encolerizó y rápidamente buscó a su cuñado para propinarle una paliza. Este hecho, permitió que unos informantes de los Tataglia determinasen el patrón de comportamiento de Sonny y utilizasen esta información para vengarse de los Corleone cuando tuviesen oportunidad. Así, tramaron con Rizzi un plan para provocar la ira de Sonny, de tal modo que el mayor de los hijos de Vito saliese sin escolta de su residencia y pudiesen asesinarlo. Seguidamente, Rizzi golpeó a su mujer, y ésta telefoneó a casa de su madre donde habló con Sonny. Al saber de lo acontecido, salió de su residencia enfurecido y sin escolta hacia la casa de su hermana. En el trayecto se detuvo en una caseta de peaje donde sus enemigos lo sorprendieron en una emboscada y lo acribillaron de balas.
Tom Hagen se vio en el deber de dar la triste noticia a Vito, el cual sorpresivamente esa noche se había levantado por primera vez de su aposento desde que había sido herido. A partir del hecho fatídico, el padrino reanudó la dirección de su familia, y ordenó que no se realizasen investigaciones concernientes a la muerte de su hijo para que no hubiese ningún tipo de venganza. Después del funeral de Sonny y todas las formalidades del duelo, el Don mandó a Hagen a que se contactase con Emilio Barzini, el segundo jefe más importante de la mafia en los Estados Unidos, y le ordenó que acordase una reunión con los líderes de todas las familias. Ésta tuvo lugar en la sala de juntas de un banco de Manhattan, que era presidido por un amigo cercano de los Corleone.

### Reunión con las cinco familias
A la reunión asistieron los Barzini, los Tattaglia, los Stracci, los Cuneo, y la familia Corleone. Vito renunció a cualquier tipo de venganza (en italiano, Vendetta) relacionada con la muerte de su hijo, ya que en aquel momento era como si hubiese perdido a todos sus hijos: Michael exiliado, Sonny muerto y Fredo inútil. Consecuentemente buscaba pactar un acuerdo con las familias para que no existiese ninguna represalia contra su hijo Michael, y para que este pudiese regresar a Nueva York. Además solicitó que se acabase la guerra entre familias y se estableciese la paz. De una forma sutil dio una ligera aceptación a las operaciones referentes a la droga, y manifestó que aceptaba todo esto por razonas egoístas, con el simple propósito de traer a Michael de vuelta de su exilio en Sicilia. Seguidamente, El padrino pronunció uno de sus afamados discursos:

Pero quiero que sepan que entre mis defectos se cuenta el de ser un hombre supersticioso. Es ridículo, lo sé, pero no puedo evitarlo. Y si mi hijo menor sufriera algún desgraciado percance, si algún policía lo matara accidentalmente, si lo encontraran colgado en su celda, si aparecieran nuevos testigos de cargo, mi superstición me haría creer que ello se había debido a la mala voluntad de alguno o algunos de los aquí presentes. Quiero decirles más; si mi hijo resulta herido de muerte por un rayo, culparé de ello a los aquí reunidos; si su avión cae al mar o su barco se hunde en las profundidades del océano, si contrae unas fiebres mortales o su automóvil es arrollado por un tren, mi ridícula superstición me hará creer que la culpa la tienen ustedes. Señores, esa mala voluntad, esa mala suerte, no podría perdonarla jamás. Aparte de eso les juro por el alma de mis nietos que nunca romperé la paz que hemos acordado.

Cuando concluyó el discurso arregló todas sus diferencias con Philip Tattaglia, el jefe de dicha familia, y ambos se abrazaron. Vito prometió colaborar y así fue como formó una tregua entre las cinco familias de la mafia neoyorquina. Después de que la reunión acabó, El padrino dedujo que había sido la familia Barzini la culpable de la muerte de su hijo, aunque todavía tuviesen rivalidad con los Tattaglia.
Posteriormente, El padrino se juntó con Hagen, Clemenza y Tessio para discutir sobre los acuerdos realizados con las cinco familias de Nueva York en su residencia. Vito manifestó que las familias no eran de fiar, pero que de todas maneras debían mantener la paz, hasta que Michael volviese sin ningún problema a Estados Unidos. Además les pidió que no indagasen más sobre la muerte de Sonny, ya que eso no solucionaría las dificultades. Asimismo les dijo que deseaba comprar los terrenos vecinos a su propiedad y construir una fortaleza, para alejarse de la ciudad y dedicarse a elaborar vino y al cuidado de su huerto. Les indicó que paulatinamente se alejaría de los asuntos de la familia, y les encomendaría ciertas actividades a cada uno, pero que lo principal era traer de vuelta a su hijo de Sicilia, ya que corría peligro debido a que el poder de Barzini se extendía hasta esas tierras. No obstante, pasaron unos meses y Barzini no cumplió con el pacto, había planificado un atentado contra Michael en Sicilia, en el cual murió su esposa Apollonia.

### Michael sucede a Vito como Padrino
Véase también: Michael Corleone
Según la novela, Vito esperó más de un año para que Michael pudiese regresar a Nueva York, hasta que se enteró de que uno de los hijos de la familia de mafiosos Bocchicchio, llamado Félix, había cometido un asesinato e iba a ser ejecutado en la silla eléctrica dejando a sus hijos y esposa sin su amparo y protección. El padrino, había sido contactado por los Bocchicchio para que intentase suspender la sentencia de pena de muerte, pero el Don había manifestado que eso era imposible. Sin embargo, les propuso que ayudaría financieramente a la viuda e hijos, si Félix declaraba ante los jueces que había sido el asesino de Sollozzo y McCluskey. Félix y su familia aceptaron la propuesta de Don Corleone, permitiendo que Michael retornase a los Estados Unidos y fuese exonerado de cualquier cargo criminal.
Cuando Michael Corleone volvió de Sicilia, El padrino colocó a su hijo como socio y aprendiz de los asuntos familiares por un periodo de tres años. Durante ese tiempo, Michael aprendió la administración, el funcionamiento, la organización del negocio, y contrajo matrimonio con su novia Kay Adams. Debido a su larga experiencia en el mundo del hampa, Vito nombró "consigliere" informal a su hijo. De este modo, Tom Hagen fue relevado de su antiguo cargo, y se le pidió que únicamente se dedicara a los asuntos legales de la familia.
Durante este periodo el poder de los Corleone se había debilitado; las otras familias habían perdido el respeto a Vito debido a que este había decidido no vengar la muerte de Sonny. Además, los caporegimes tenían menos soldados y sus zonas de control estaban expuestas al ataque constante de los Tattaglia y los Barzini. El padrino no podía violar su promesa de mantener la paz, por lo que se encontraba impedido de atacar al enemigo. La solución más segura era desplazarse a otra ciudad.
Michael viajó a las Vegas con Hagen y su guardaespaldas Albert Neri para asentar las bases de un proyecto de traslado de la mayoría de las operaciones comerciales de la familia a esta ciudad, dejando de lado el negocio del aceite de oliva. Consecuentemente, se entrevistó con Moe Greene y le propuso comprarle todas las acciones de su hotel y casino; sin embargo, este se negó rotundamente a negociar. En el pasado, Greene, había recibido el capital necesario por parte del Don para que estableciese su hotel y casino. La negativa y las amenazas de Greene de vender sus negocios a los Barzini, determinaron su sentencia de muerte, y es así que ese mismo año fue asesinado.
Una noche, Vito convocó a Michael, a Hagen, a Rizzi, y a sus dos caporegimes, y anunció que se retiraba de los negocios de la familia. Algunos de sus colaboradores no se sintieron felices con la decisión del Don, debido a que significaba que Michael pasaría a ser el nuevo Padrino. Inmediatamente Clemenza y Tessio solicitaron permiso para retirarse y poder formar sus propias familias, luego de que el Don se hubiese marchado. No obstante, Michael les pidió que permaneciesen durante un año bajo su mando (en la película menciona seis meses, tiempo que tardaría la mudanza de la familia a la ciudad de Nevada), y les dijo que luego de que el tiempo transcurriese, tendrían la libertad de realizar lo que desearan. Posteriormente, Albert Neri y Rocco Lampone fueron elegidos como caporegimes de Michael. También se consideró a Willi Cicci para la posición pero se optó por la planificada banda de Clemenza.

### Fallecimiento
Vito Corleone falleció en el año 1955, a la edad de 63 años, por causas naturales. De acuerdo con la novela, a la hora de su muerte se encontraba en el jardín de su residencia y le dio un ataque cardíaco, y falleció en brazos de su hijo Michael. Sin embargo en la película, el padrino estaba jugando con su nieto en el huerto, y de pronto se derrumbó. Luego se le rindió un homenaje en su funeral, para despedir al gran hombre de familia y de negocios que había sido durante su vida.
Días antes de morir le dijo a Michael que Barzini lo intentaría matar bajo el encubrimiento de un encuentro organizado para arreglar las cosas, y que este usaría un miembro confiable de la familia Corleone como intermediario. En el funeral, Tessio le dijo a Michael que organizaría un encuentro en su territorio de Brooklyn, donde estaría presumiblemente seguro. Sin embargo, Michael se había anticipado a esto e hizo que matasen a Tessio antes de que llevase a cabo su plan. Después ordenó a sus hombres que matasen a Barzini y a Tattaglia, vengando así a su padre y a su hermano.
A partir de la muerte de su padre, Michael trató de legitimar todos los negocios de la familia por medio de su inversión en los casinos de Las Vegas. Sin embargo, al final el nuevo Don prueba ser más maligno en sus actos violentos de lo que fue Vito cuando vivía, alejándose de los valores familiares que su padre le había inculcado.
En la película puede verse su lápida con otras fechas: 28 de abril de 1887 el nacimiento y el 29 de julio de 1955 el fallecimiento.

## Familia
Véase también: Familia Corleone
La familia de Vito Corleone funciona de la misma manera que su imperio mafioso: ambos operan a través de un patriarca y todos los negocios ilegítimos están estructurados y gobernados por los respectivos descendientes. El padrino ejerce como gerente de cada una de sus empresas familiares, siguiendo un sistema tradicional de patronazgo y protección, en que los lazos familiares ayudan a obtener y asegurar el poder. Uno de los principios consiste en mantener la familia unida y cualquier intento individual de abandonar el núcleo afectaría a todos los miembros de ésta. Para la supervivencia del clan se mantiene una moral antigua que evita asimilar nuevas ideologías. Algunos críticos han manifestado que "la familia Corleone y la mafia funcionan en tándem". Uno de los preceptos seguidos fielmente para salvaguardar su imperio de intrusos es: Mantén cerca a tus amigos, pero aún más cerca a tus enemigos. Asimismo, procura siempre mantener sus pensamientos en secreto, logrando que ningún individuo fuera de la familia conozca sus planes futuros para así perpetuar su dominio.
El Don profesa la lealtad, los valores familiares, la amistad, el machismo enraizado y el código de silencio. Convertido en justiciero de las masas, a él acuden las personas cuando el sistema de leyes del "Nuevo Mundo" (Estados Unidos) falla. Según Hagen, «era un patrón común ver al Don ayudando a las personas en desgracia, una desgracia que él en cierto modo había causado». Inclusive llega a ser considerado como un semidiós por algunos de sus seguidores: cuando su amigo Genco está agonizando le pide que interceda en los asuntos trascendentales de la muerte, y que abogue por su salvación ante Dios.
En la búsqueda de Vito por expandir su poderío y proteger a sus dependientes, gobernaba a través del nepotismo o la preferencia de reclutar a sus colaboradores de su propia familia. La función de cada uno de sus hijos y familiares en la mafia era la siguiente:
- Carmella: es la esposa y la matriarca de la familia, representa la mujer ideal debido a su obediencia y modestia.[60]
- Tom Hagen: es el hijo adoptado de Vito que hereda la posición de “consigliere” en el momento que Genco fallece, convirtiéndose en el asistente legal de los asuntos comerciales de Vito.
- Santino «Sonny»: es el hijo mayor de Vito y maneja una de las tres divisiones de negocios de la familia. Las otras dos secciones del imperio de la mafia son dirigidas por los compadres y "caporegimes" del Don, Clemenza y Tessio.
- Fredo: es el segundo hijo de Vito y se desempeña como guardaespaldas y secretario.
- Michael: es el último hijo varón de Vito. Inicialmente no tiene ningún vínculo con los negocios de la familia, pero con la muerte de su padre se convierte en Don. Además, Puzo, en la novela utilizó características mitológicas para describir el aspecto físico de Sonny y Fredo, a quienes los comparó con el personaje de Cupido. Sin embargo, Michael era el único hijo de Vito que carecía de aquellas características de deidad griega, ya que no estaba gobernado por sus emociones como su hermano mayor y tenía una fuerza animal en comparación con Fredo, convirtiéndose en la persona más idónea para ejercer como futuro conductor de los negocios familiares.[57]

Vito contrajo matrimonio en 1910 con una inmigrante llamada Carmella Corleone y tuvieron cuatro hijos: Sonny, Fredo, Connie y Michael. Aparte de éstos la pareja adoptó un niño que fue encontrado por Sonny en la calle de nombre Tom Hagen. En el transcurso de la historia Don Corleone siempre antepone a su familia por delante de todo, ya que él nunca tuvo familia en su niñez.

### Genealogía
A continuación se presenta un árbol genealógico con los parientes directos de Vito Corleone más relevantes.
Nota: no se incluye, por claridad, los respectivos cónyuges de cada uno de los hijos de Vito Corleone.

### Padrinazgo
La autoridad de Vito se extendía sobre las vidas de sus compatriotas y colaboradores cercanos, como es el caso del cantante y actor Johnny Fontane. El vínculo entre El padrino y su ahijado Fontane era semejante a la relación de padre e hijo, debido a que lo reprochaba y lo aconsejaba constantemente. "Generalmente, los padrinos eran seleccionados fuera del círculo consanguíneo, con el propósito de establecer un vínculo parecido al que comparten los miembros de una familia. La selección de un padrino se establecía mediante la habilidad y el dominio que éste tuviese para contribuir a la protección y bienestar de la familia, causando que la decisión sea estratégica". Además se esperaba que El padrino contribuyese en la educación de sus ahijados, y en caso de orfandad se convirtiese en su protector.
De esta manera, Fontane acudió a su Padrino el día de la boda de Connie, y le solicitó ayuda para poder formar parte del reparto de una de las próximas producciones de Hollywood, después de haber sido rechazado por Jack Woltz, el director del filme. La enemistad entre el actor y el productor de cine había surgido después de que Fontane saliese con una de las próximas conquistas sentimentales de su jefe. Vito consintió la petición, a pesar de que Woltz se desempeñaba como consejero del presidente de los Estados Unidos, y convencerle sería complicado. Sin embargo, para Vito todos los asuntos eran simples negocios con solución, y es así que envió a Hagen a Los Ángeles para que remediase el problema y asegurase el triunfo profesional de su ahijado. Aparentemente la única manera de cambiar el parecer del jefe del estudio fue decapitar a su caballo de carreras más preciado, Jartum, por el cual había pagado una cuantiosa suma de dinero. Este hecho se convirtió en una prueba del poder que ejercía Corleone sobre las demás personas. Según Coppola, «la imagen del caballo decapitado causó un mayor efecto de ira en la audiencia que la muerte de los seres humanos a lo largo de la trama».
Cabe destacar, que según algunos críticos, el personaje de Fontane tiene varios paralelismos con Frank Sinatra. Sin embargo, en la película el rol de Fontane fue minimizado, al contrario de la novela de Puzo. Coppola había tomado esta decisión debido a su cercana amistad con Sinatra, y porque no le agradaba la idea de novelar y aprovechar la vida de una persona real. Coppola manifestó que, «Sinatra se mostró muy agradecido e incluso me pidió que le dejase desempeñar el papel de Vito Corleone».

## Influencia en la cultura popular
Vito Corleone se ha transformado con el tiempo en el prototipo del típico gánster y, además, se ha convertido en la fuente de creación de otros personajes. Asimismo, es usado como punto de referencia en comparaciones con otros protagonistas de historias similares. Según varios eruditos de la cultura estadounidense, Vito, establece la premisa de que «el gánster es un hombre de negocios independiente que vive su versión del sueño americano». El personaje principal de la película Scarface de 1983, llamado Tony Montana, comparte muchas semejanzas con el joven Vito, como su huida de la tiranía de su patria con el propósito de cumplir su sueño americano y el hecho de que obtiene el poder rápidamente. Sin embargo, las metas de Montana están alejadas de la idea de preservar la familia. De igual forma, juegos de video como Grand Theft Auto IV utilizan referencias de Corleone en el desarrollo de la vida de su protagonista, Niko Bellic, y es representado como el foráneo que tiene el deseo de iniciar una nueva vida en la tierra de la libertad, con una nueva y moderna interpretación del sueño americano. No obstante, la más clara referencia de Vito en la televisión es el personaje de Tony Soprano, perteneciente a la serie de televisión Los Soprano, y que, al igual que Corleone, es rico y un poderoso miembro del crimen organizado.
Este prototipo de mafioso aparece también en varios de los trabajos del autor estadounidense Matt Groening, en este caso en tono paródico, a través del personaje Tony El Gordo y su banda en Los Simpson y Donbot y su mafia robótica en Futurama. 
Ciertos críticos han expresado que la mafia ha sido el vehículo perfecto para la consideración de los valores y de la cultura estadounidense. Coppola, en una entrevista, dijo: «Yo siento que la mafia es una increíble metáfora de este país. Ambos, América y la mafia, tienen sus raíces en Europa, tanto América como la mafia sienten que son organizaciones de benevolencia. Las dos poseen sus manos manchadas de sangre, debido a la necesidad de proteger su poder y sus intereses. Ambos son un fenómeno capitalista y básicamente tienen un motivo de provecho».